# Курт-Гайнц Ніколай
Курт-Гайнц Ніколай (нім. Kurt-Heinz Nicolay; 6 жовтня 1917, Шлезвіг — 24 серпня 1982, Лангенгаген) — німецький офіцер-підводник, капітан-лейтенант крігсмаріне.

## Біографія
3 квітня 1937 року вступив на флот. З 31 березня по 15 вересня 1941 року — офіцер роти 1-го навчального дивізіону підводних човнів. З 21 жовтня 1941 по лютий 1943 року — 1-й вахтовий офіцер на підводному човні U-163. З 15 лютого по 15 березня 1943 року пройшов курс командира човна. З 21 квітня 1943 по 5 грудня 1944 року — командир U-312, на якому здійснив 5 походів (разом 129 днів у морі). Одночасно з 26 червня по 1 липня 1944 року виконував обов'язки командира U-348. В грудні 1944 року переданий в розпорядження 13-ї флотилії. З лютого 1945 року — референт в штабі командувача охоронними частинами. В травні був взятий в полон британськими військами.

## Звання
- Кандидат в офіцери (3 квітня 1937)
- Морський кадет (21 вересня 1937)
- Фенріх-цур-зее (1 травня 1938)
- Оберфенріх-цур-зее (1 липня 1939)
- Лейтенант-цур-зее (1 серпня 1939)
- Оберлейтенант-цур-зее (1 вересня 1941)
- Капітан-лейтенант (1 лютого 1944)

## Нагороди
- Нагрудний знак підводника (17 вересня 1942)
- Залізний хрест
  - 2-го класу (7 січня 1943)
  - 1-го класу (1944)
- Фронтова планка підводника в бронзі (грудень 1944)